# Tour de l'Ardèche 2021
De 19e editie van de wielerwedstrijd Tour de l'Ardèche vond in 2021 plaats van 8 tot en met 14 september. De start was in Aubenas en de finish in Privas. De ronde stond op de UCI-kalender voor vrouwen, in de categorie 2.1. De Amerikaanse Lauren Stephens won de vorige editie. Zij werd opgevolgd door haar landgenote Leah Thomas, die de tweede etappe won en vanaf toen de leiderstrui droeg. De slotrit werd gewonnen door de Nederlandse Lucinda Brand. De bolletjestrui van het bergklassement werd gewonnen door Pauliena Rooijakkers en Nicole Steigenga won de trui van de tussensprints.

## Deelname
| World Tourploegen                                                      | Continentale ploegen                                                                                                 | Continentale ploegen | Clubteam           |
| ---------------------------------------------------------------------- | --- | --- | ------------------ |
| Alé BTC Ljubljana BikeExchange Liv Racing Movistar Team Trek-Segafredo | A.R. Monex Team Arkéa BePink Bingoal Casino-Chevalmeire Doltcini-Van Eyck Sport Farto-BTC Grant Thornton Krush Tunap | Massi-Tactic NXTG Racing Lviv Cycling Team women Sopela Women's Team Stade Rochelais Charente-Maritime Team Tibco Top Girls Fassa Bortolo | Mat Atom Deweloper |

## Etappe-overzicht
| Etappe | Datum        | Start                | Finish               | Type       | Afstand  | Winnaar           | Klassementsleider |
| ------ | ------------ | -------------------- | -------------------- | ---------- | -------- | ----------------- | ----------------- |
| 1      | 8 september  | Aubenas              | Barjac               | Heuvelrit  | 111,9 km | Arlenis Sierra    | Arlenis Sierra    |
| 2      | 9 september  | Anneyron             | Beauchastel          | Heuvelrit  | 122,6 km | Leah Thomas       | Leah Thomas       |
| 3      | 10 september | Avignon              | Avignon              | Vlakke rit | 133,9 km | Chloe Hosking     | Leah Thomas       |
| 4      | 11 september | Aumont-Aubrac        | Mont Lozère          | Bergrit    | 119,6 km | Ruth Winder       | Leah Thomas       |
| 5      | 12 september | Saint-Jean-en-Royans | Saint-Jean-en-Royans | Heuvelrit  | 113,5 km | Marta Bastianelli | Leah Thomas       |
| 6      | 13 september | Anduze               | Goudargues           | Heuvelrit  | 138,5 km | Teniel Campbell   | Leah Thomas       |
| 7      | 14 september | Le Pouzin            | Privas               | Heuvelrit  | 84,5 km  | Lucinda Brand     | Leah Thomas       |

## Eindklassementen
| Plaats    | Naam                 | Ploeg                      | Tijd      |
| --------- | -------------------- | -------------------------- | --------- |
| Roze trui | Leah Thomas          | Movistar Team              | 23u18'12" |
| 2         | Mavi García          | Alé BTC Ljubljana          | + 9"      |
| 3         | Ane Santesteban      | BikeExchange               | z.t.      |
| 4         | Pauliena Rooijakkers | Liv Racing                 | + 26"     |
| 5         | Veronica Ewers       | Team Tibco                 | + 52"     |
| 6         | Jeanne Korevaar      | Liv Racing                 | + 1'30"   |
| 7         | Thalita de Jong      | Bingoal Casino-Chevalmeire | + 2'47"   |
| 8         | Arlenis Sierra       | A.R. Monex                 | + 3'10"   |
| 9         | Špela Kern           | Massi Tactic               | + 3'24"   |
| 10        | Lucinda Brand        | Trek-Segafredo             | + 5'39"   |
|           |                      |                            |           |
| 12        | Justine Ghekiere     | Bingoal Casino-Chevalmeire | + 8'50"   |

| Plaats      | Naam              | Ploeg                      | Punten |
| ----------- | ----------------- | -------------------------- | ------ |
| Groene trui | Leah Thomas       | Movistar Team              | 38     |
| 2           | Marta Bastianelli | Alé BTC Ljubljana          | 31     |
| 3           | Arlenis Sierra    | A.R. Monex                 | 30     |
|             |                   |                            |        |
| 6           | Lucinda Brand     | Trek-Segafredo             | 23     |
| 19          | Justine Ghekiere  | Bingoal Casino-Chevalmeire | 6      |

| Plaats | Naam                 | Ploeg             | Punten |
| ------ | -------------------- | ----------------- | ------ |
| 1      | Pauliena Rooijakkers | Liv Racing        | 45     |
| 2      | Mavi García          | Alé BTC Ljubljana | 30     |
| 3      | Lucinda Brand        | Trek-Segafredo    | 24     |

| Plaats     | Naam               | Ploeg        | tijd      |
| ---------- | ------------------ | ------------ | --------- |
| Witte trui | Henrietta Christie | BePink       | 23u29'05" |
| 2          | Amandine Fouquenet | Arkéa        | + 8'48"   |
| 3          | Mireia Trias       | Massi Tactic | + 10'41"  |
|            |                    |              |           |
| 7          | Ilse Pluimers      | NXTG Racing  | +37'43"   |
| 13         | Britt Knaven       | NXTG Racing  | +1u03'18" |

| Plaats | Ploeg                      | Tijd      |
| ------ | -------------------------- | --------- |
|        | BikeExchange               | 70u20'41" |
| 2      | Alé BTC Ljubljana          | + 1'04"   |
| 3      | Liv Racing                 | + 5'52"   |
|        |                            |           |
| 5      | Bingoal Casino-Chevalmeire | + 17'33"  |

## Klassementenverloop
| Etappe       | Winnaar           | Algemeen klassement · | Puntenklassement · | Bergklassement ·     | Jongerenklassement · | Ploegenklassement |
| ------------ | ----------------- | --------------------- | ------------------ | -------------------- | -------------------- | ----------------- |
| 1            | Arlenis Sierra    | Arlenis Sierra        | Arlenis Sierra     | Katia Ragusa         | Ally Wollaston       | Movistar Team     |
| 2            | Leah Thomas       | Leah Thomas           | Arlenis Sierra     | Pauliena Rooijakkers | Marine Allione       | Liv Racing        |
| 3            | Chloe Hosking     | Leah Thomas           | Arlenis Sierra     | Katia Ragusa         | Marine Allione       | Liv Racing        |
| 4            | Ruth Winder       | Leah Thomas           | Arlenis Sierra     | Pauliena Rooijakkers | Henrietta Christie   | Trek-Segafredo    |
| 5            | Marta Bastianelli | Leah Thomas           | Leah Thomas        | Pauliena Rooijakkers | Henrietta Christie   | Trek-Segafredo    |
| 6            | Teniel Campbell   | Leah Thomas           | Leah Thomas        | Pauliena Rooijakkers | Henrietta Christie   | Trek-Segafredo    |
| 7            | Lucinda Brand     | Leah Thomas           | Leah Thomas        | Pauliena Rooijakkers | Henrietta Christie   | BikeExchange      |
| 0Eindstanden | 0Eindstanden      | Leah Thomas           | Leah Thomas        | Pauliena Rooijakkers | Henrietta Christie   | BikeExchange      |

2003 · 2004 · 2005 · 2006 · 2007 · 2008 · 2009 · 2010 · 2011 · 2012 · 2013 · 2014 · 2015 · 2016 · 2017 · 2018 · 2019 · 2020 · 2021 · 2022 · 2023 · 2024